# 奥飛鳥
奥飛鳥（おくあすか）は奈良県高市郡明日香村の大字「稲渕」「栢森（かやのもり）」「入谷（にゅうだに）」の三集落周辺を指す。奈良県道15号桜井明日香吉野線沿道の飛鳥川流域に点在する農地・森林などの景観が「奥飛鳥の文化的景観」の名称で文化財保護法に基づく重要文化的景観として選定されている。選定区域は大字稲渕、大字栢森および大字入谷の全域並びに大字祝戸および大字阪田の各一部、計565.8ヘクタールである。
以下、特に注釈なきは奥飛鳥の文化的景観 - 文化遺産オンライン（文化庁）を出典とする

## 稲渕
奥飛鳥の導入部分に位置し、飛鳥稲淵宮殿跡があり、南淵請安の生地とも伝わる。高低差50ｍの斜面を開墾した棚田が広がる景観に始まり、竜門山地へと分け入ると狭隘な地形へと変貌し、斜面に家屋が密集する。集落入口には飛鳥川に男綱と呼ばれる綱掛けが渡されている。飛鳥川の増水で橋が流されやすいため、渡河用に飛石が敷設されている。集落内には灌漑用の井手と呼ばれる水路が巡らされている。続く栢森との境界に飛鳥川上坐宇須多伎比売命神社（あすかかわかみにいます うすたきひめのみことじんじゃ）が鎮座する。美しい日本のむら景観百選でもある。
集落がある地域の海抜は250ｍ。
2010年（平成22年）時点で54世帯167人が暮らす。

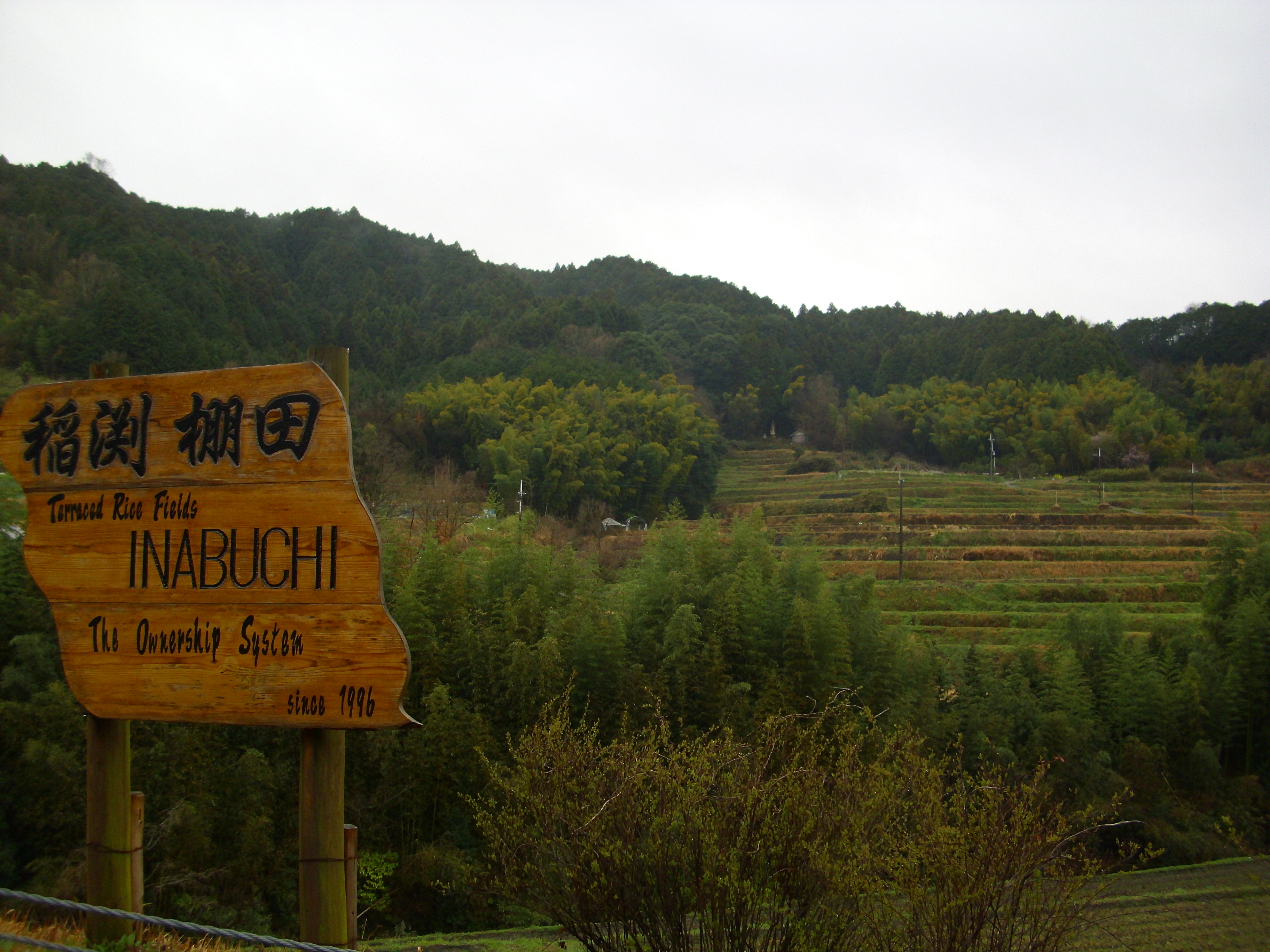
稲渕の棚田
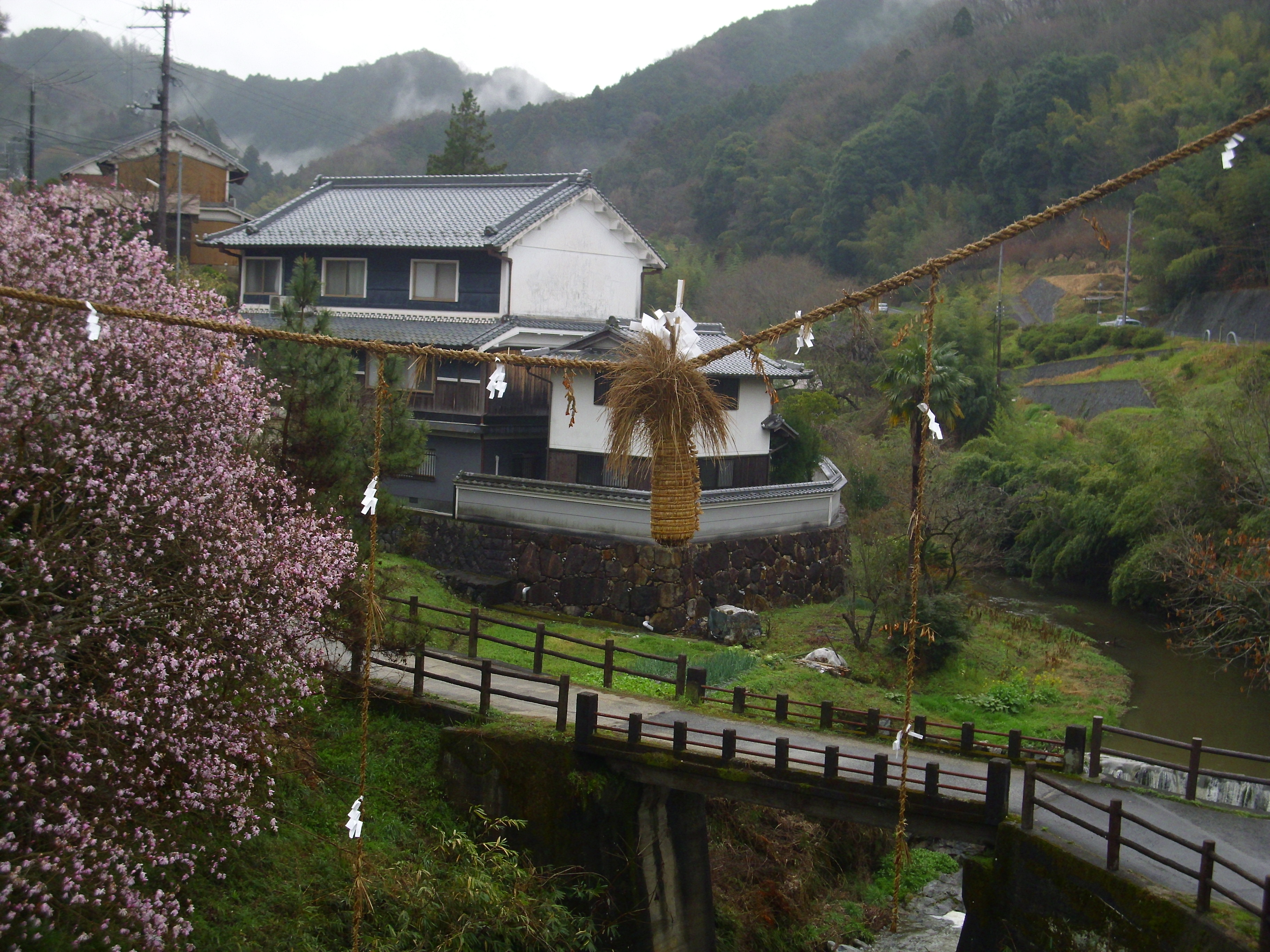
稲渕集落の結界となる男綱
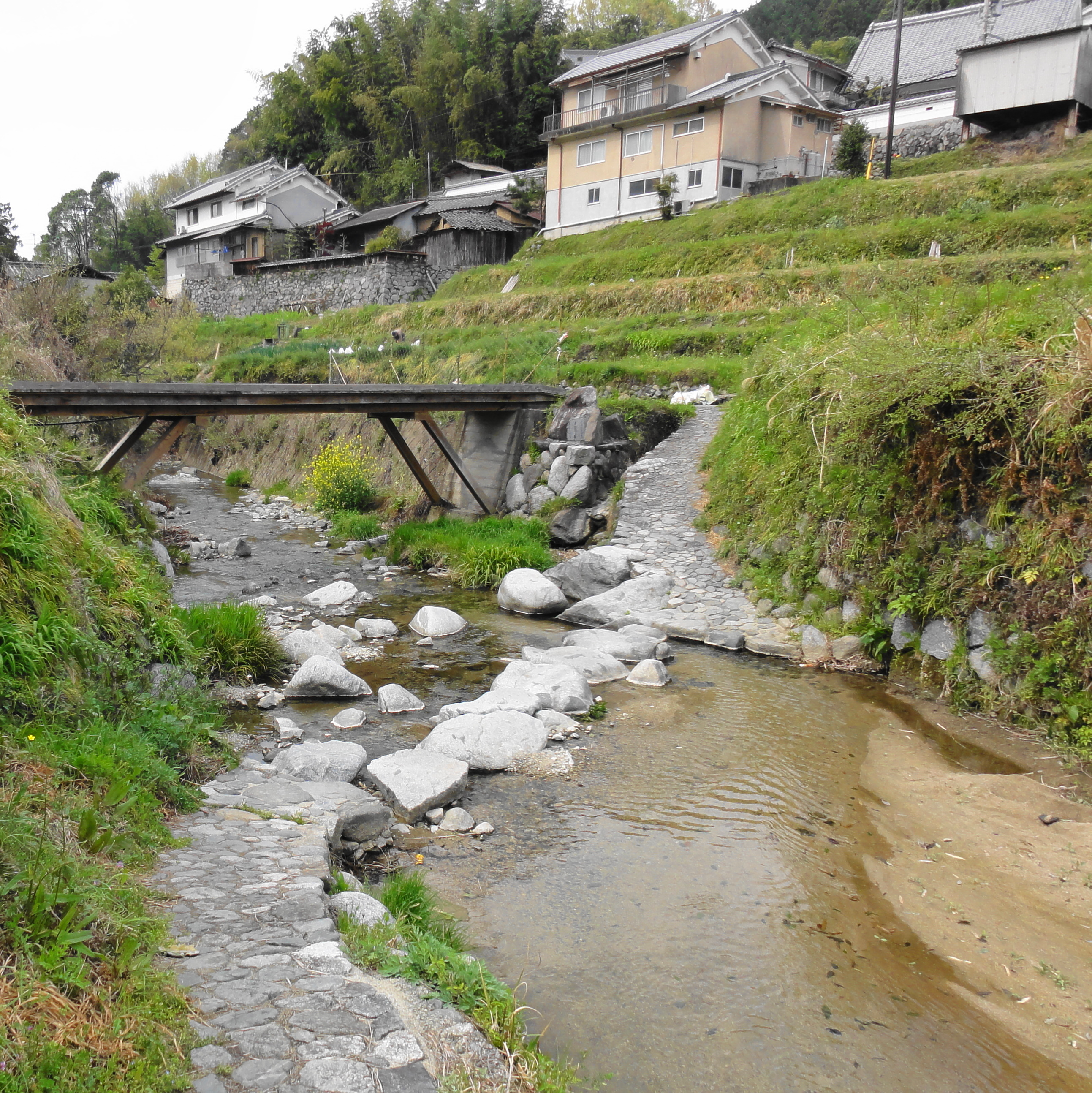
飛鳥川の飛び石
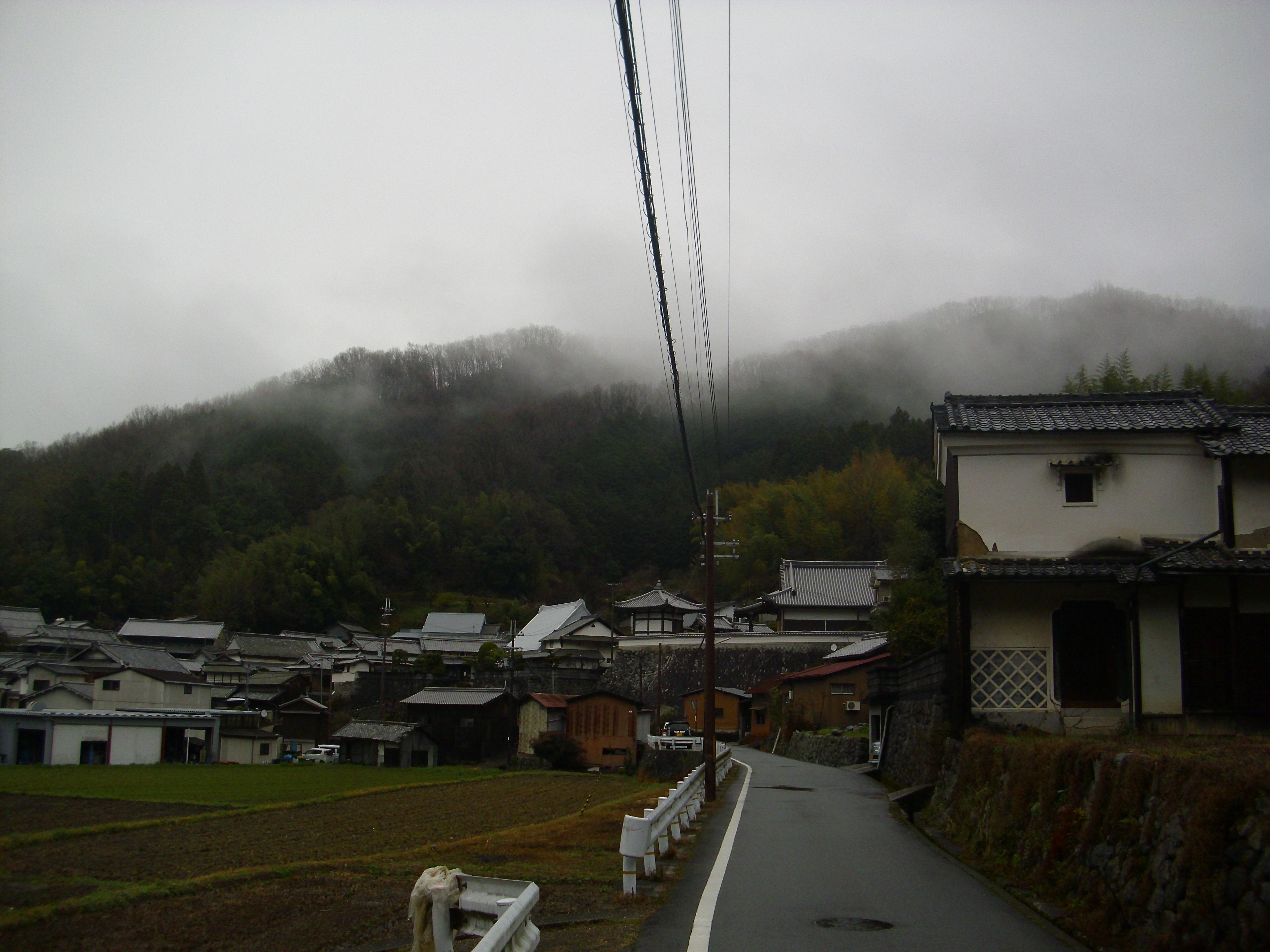
稲渕集落
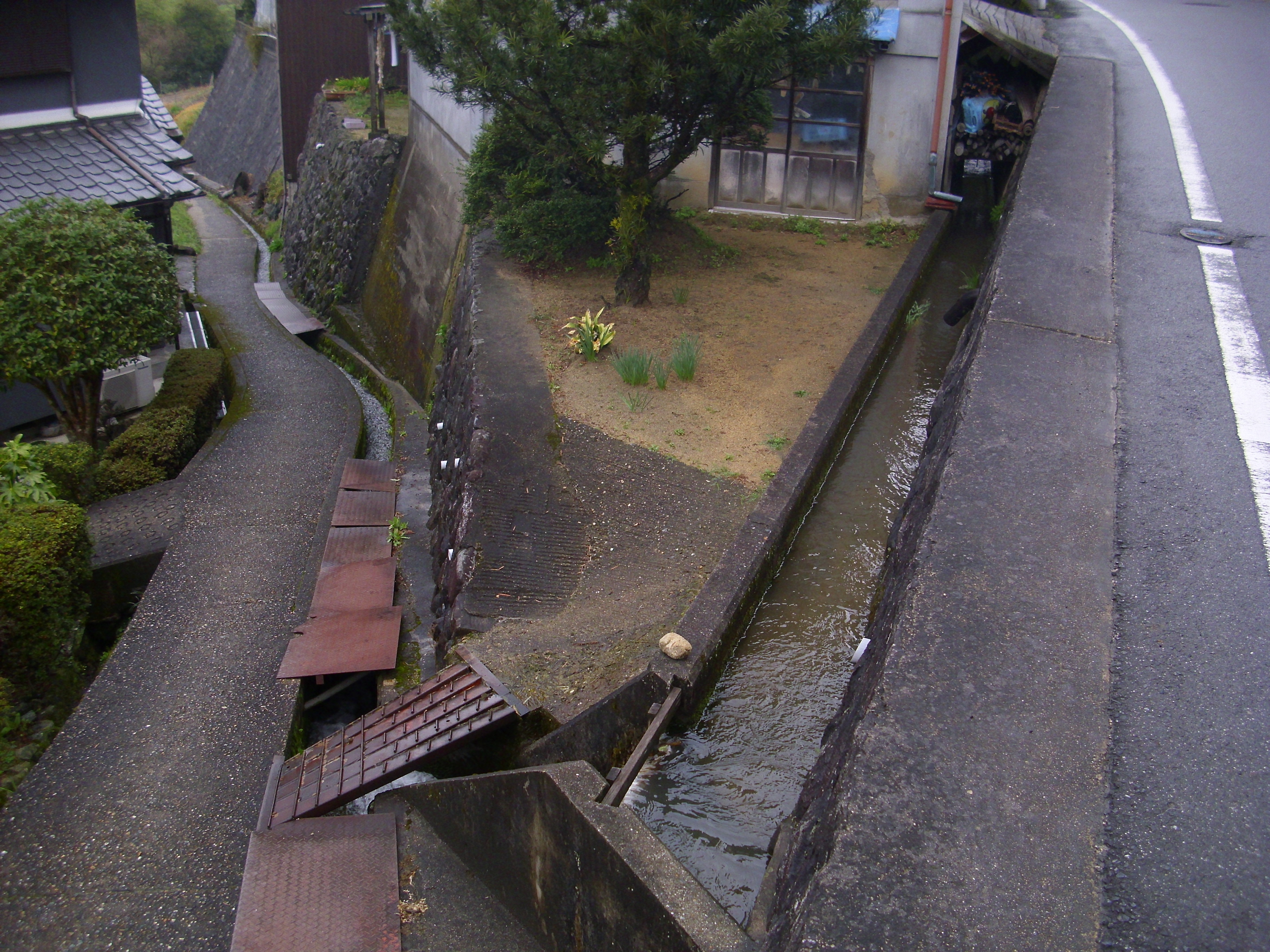
集落を流れる井手
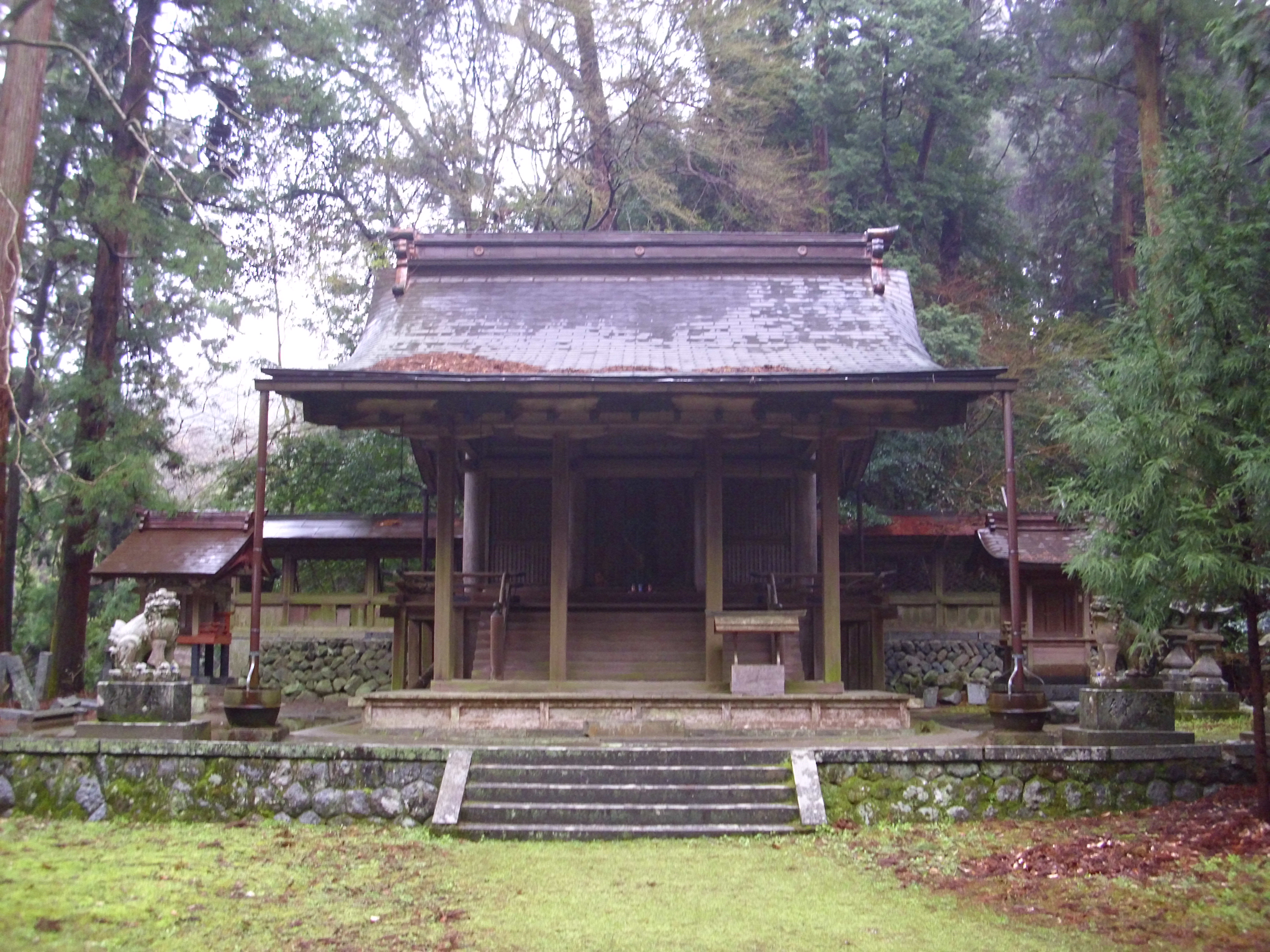
飛鳥川上坐宇須多伎比売命神社

## 栢森
集落入口には飛鳥川に女綱と呼ばれる綱掛けが渡されている。集落の中心に加夜奈留美命神社が鎮座。家屋は石積みの上に建てられ、飛鳥川を利用する洗い場なども石組石段で造られている。
県道15号は栢森から高取町へと抜ける。
集落がある地域の海抜は290ｍ。
2010年（平成22年）時点で24世帯76人が暮らす。

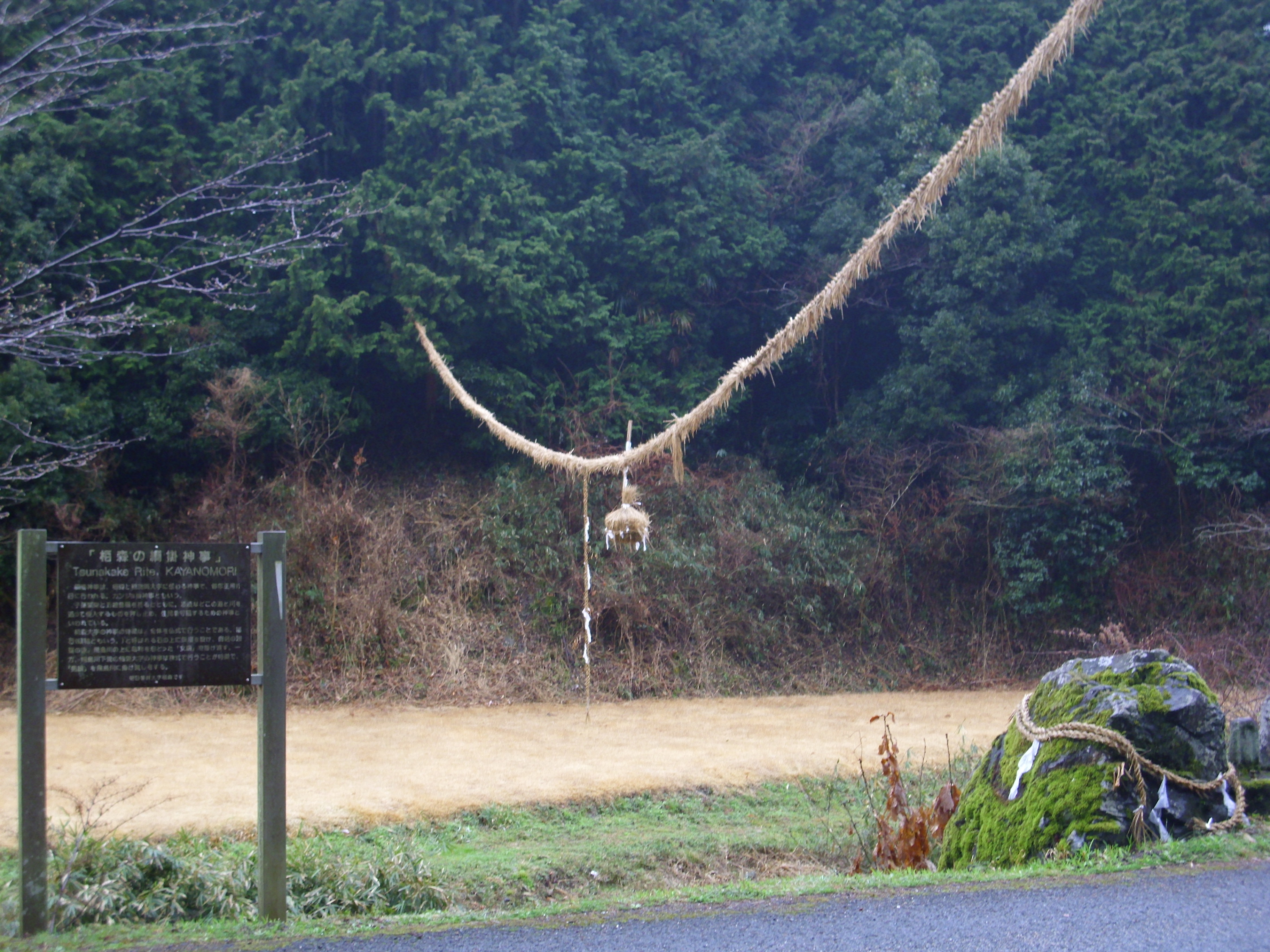
栢森集落の結界となる女綱
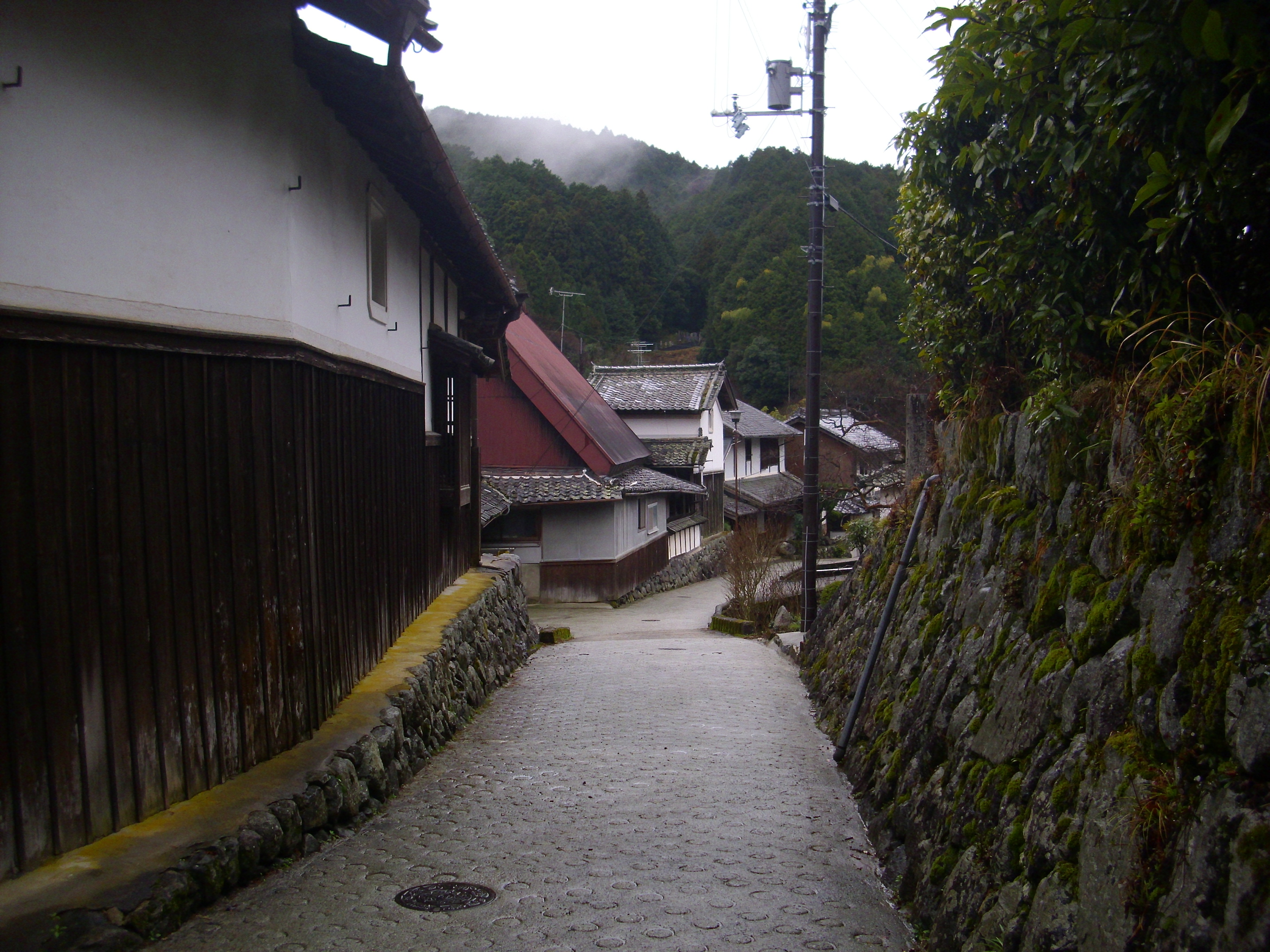
栢森集落
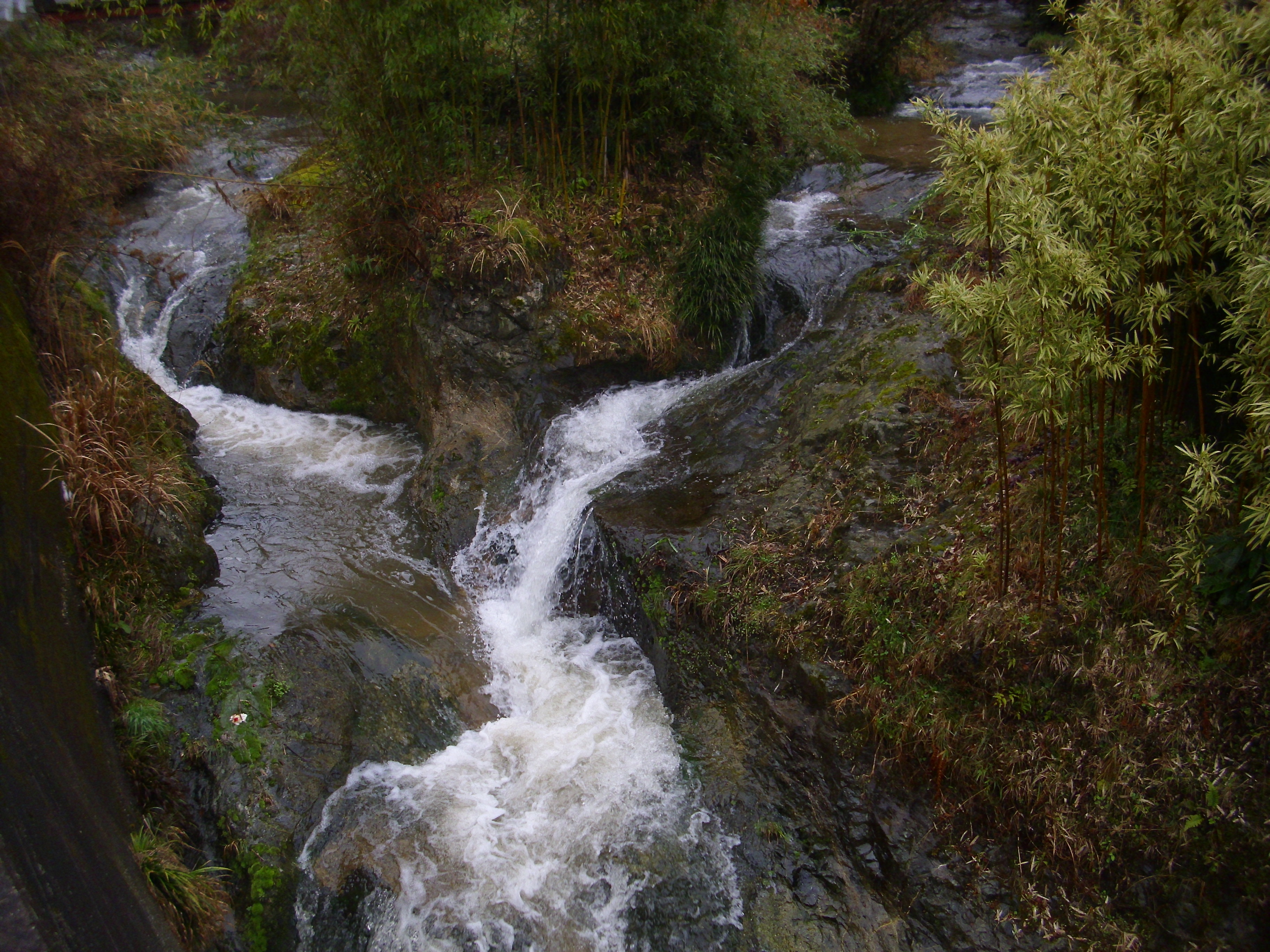
栢森内で飛鳥川が形成される
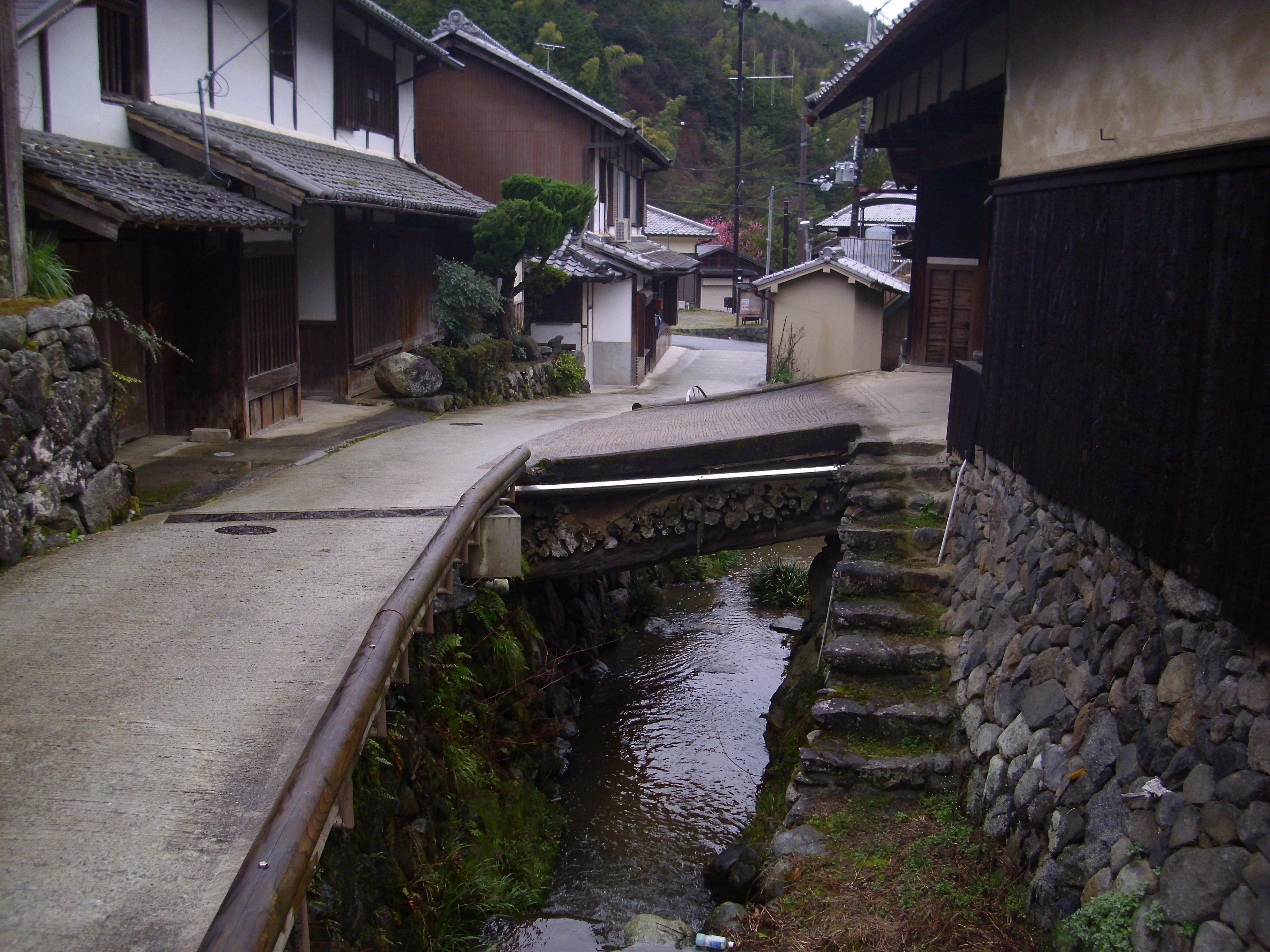
水場
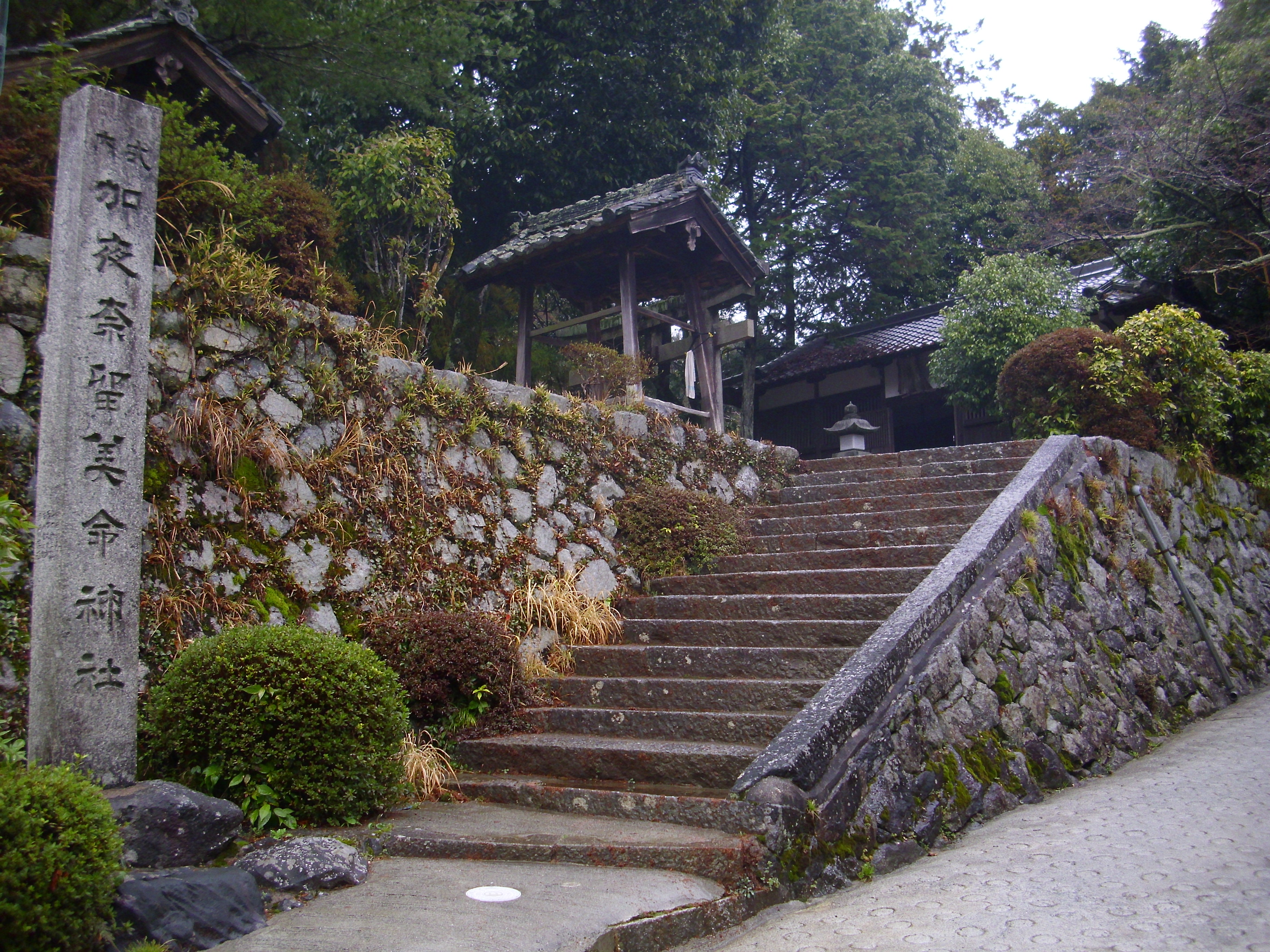
加夜奈留美命神社

## 入谷
奥飛鳥の最深部。家屋は大和棟と呼ばれる伝統的な構造を保持している。
集落がある地域の海抜は350～430ｍ。
2010年（平成22年）時点で17世帯33人が暮らす。

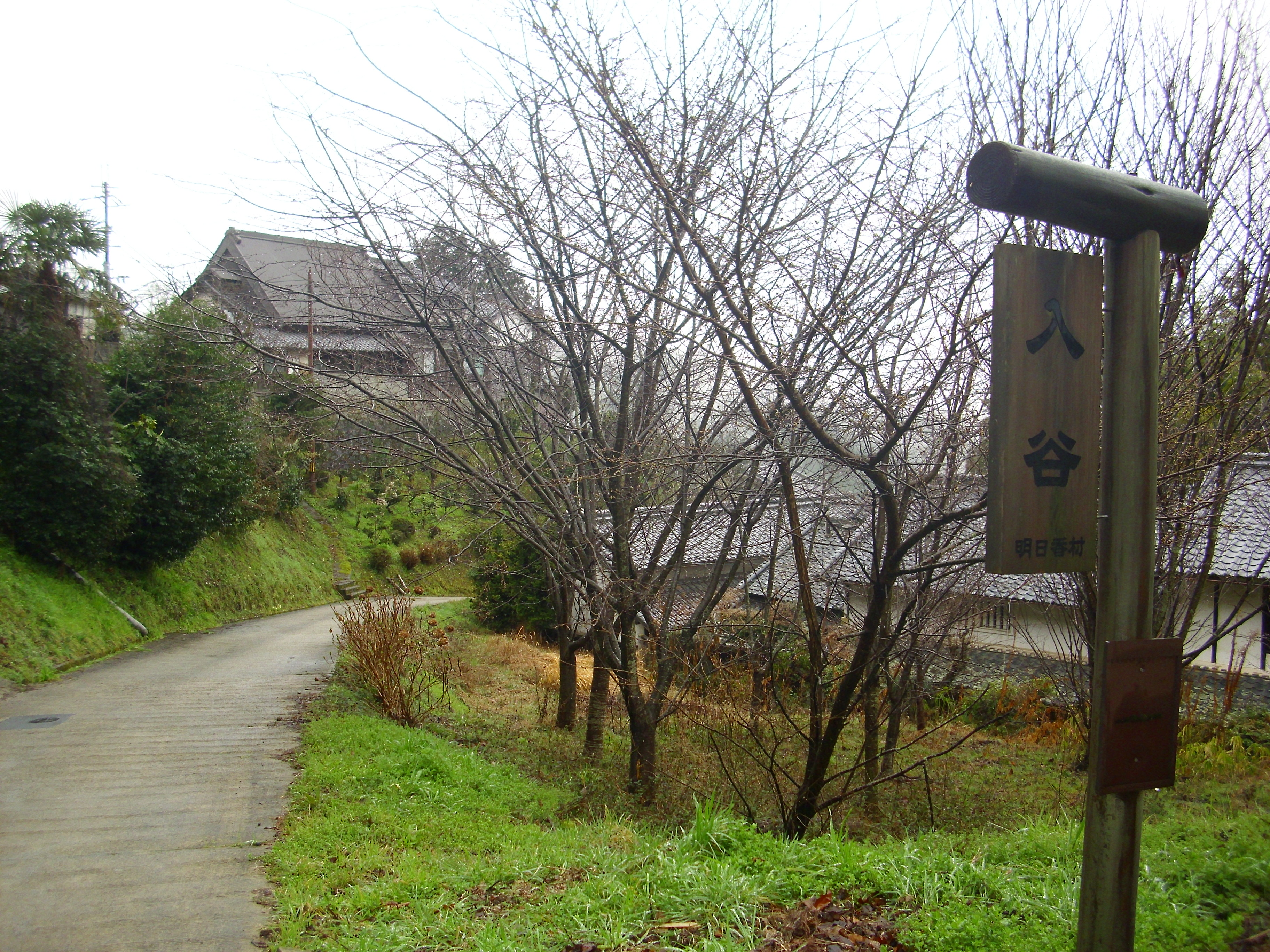
入谷集落の入口
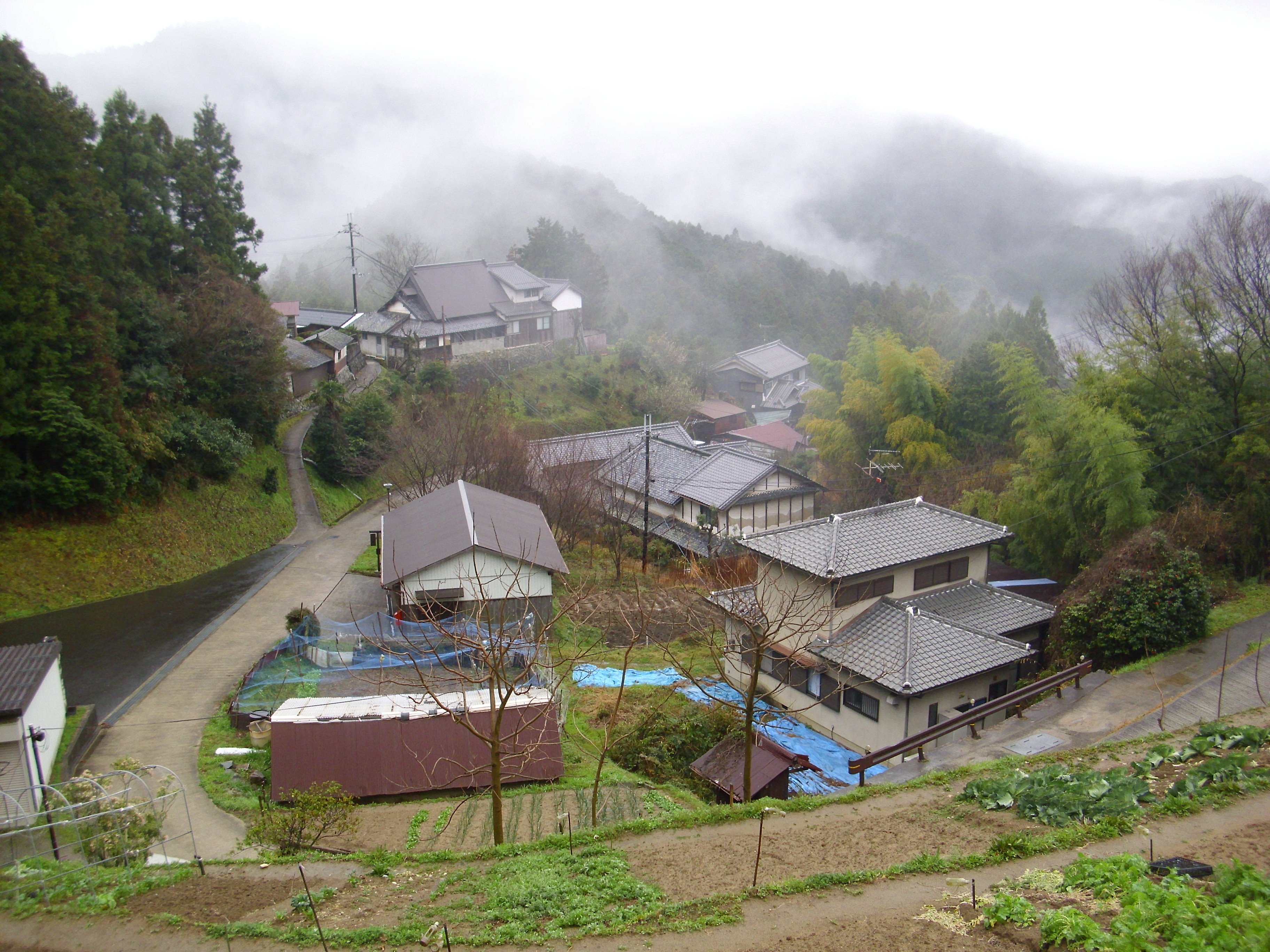
入谷集落
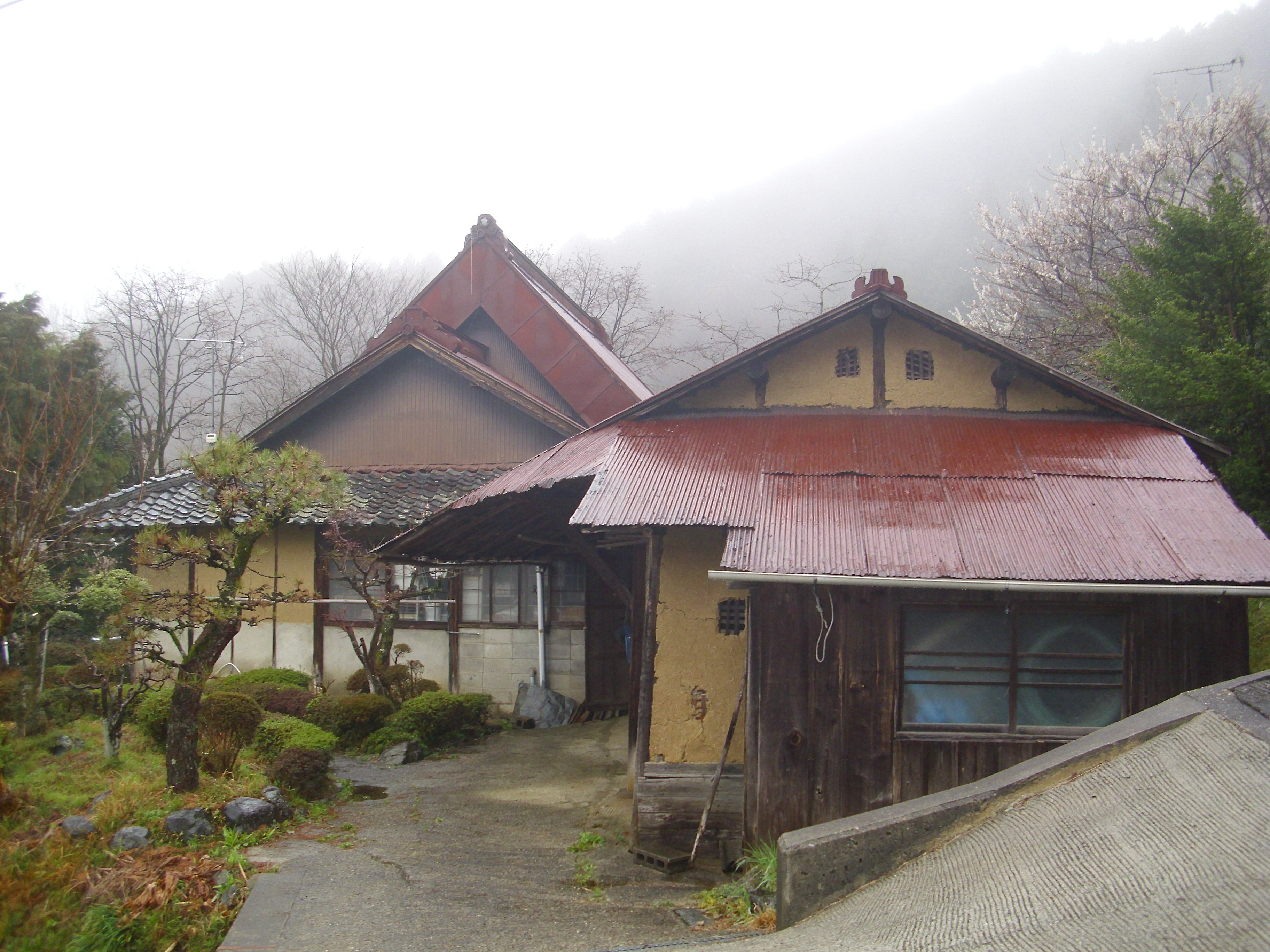
入谷の伝統家屋
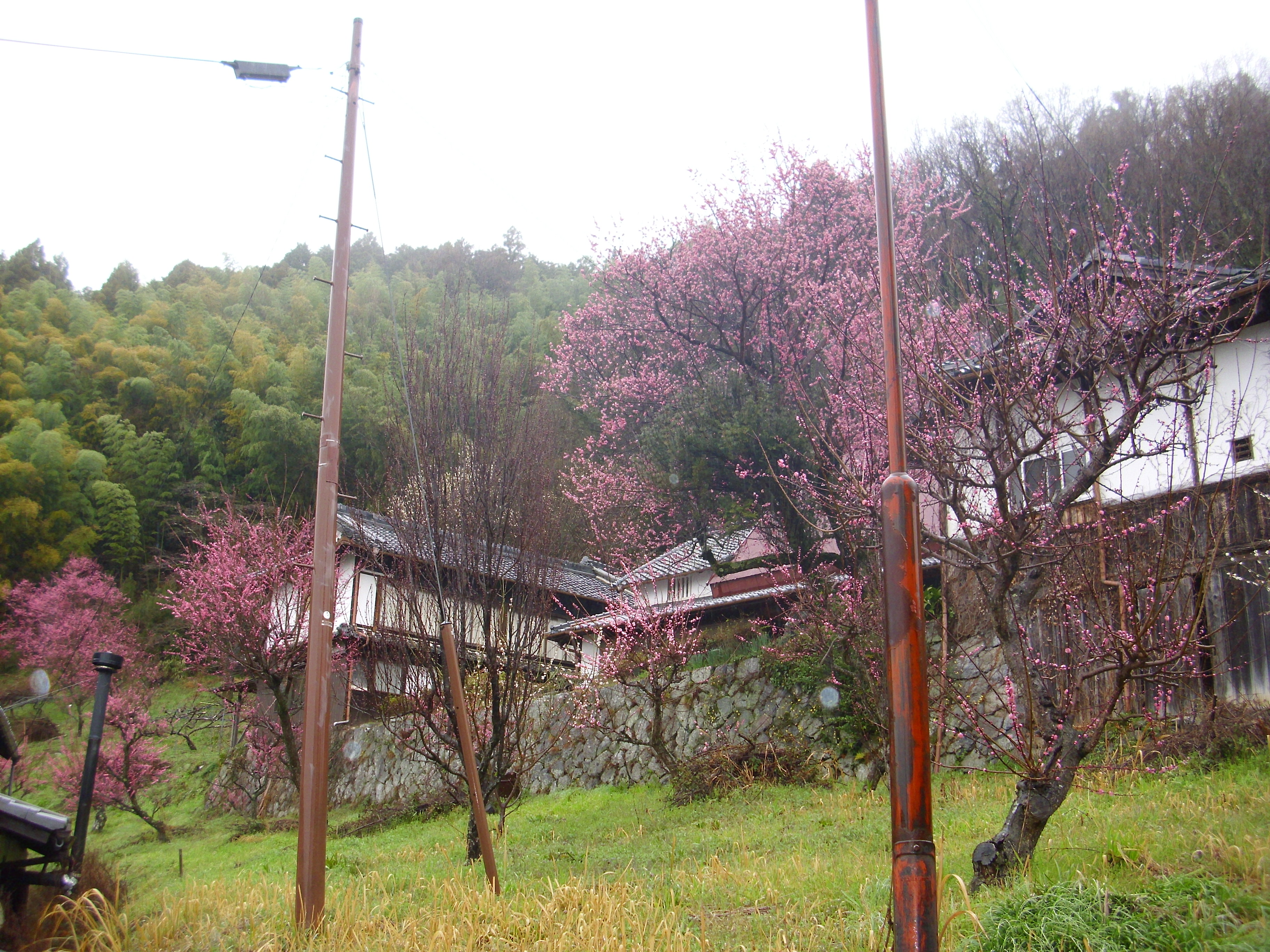
入谷の伝統家屋